# Shōgun (roman)
Pour les articles homonymes, voir Shogun (homonymie).
 (juillet 2019).
Si vous disposez d'ouvrages ou d'articles de référence ou si vous connaissez des sites web de qualité traitant du thème abordé ici, merci de compléter l'article en donnant les références utiles à sa vérifiabilité et en les liant à la section « Notes et références ».
Shōgun est un roman de James Clavell paru en 1975. C'est le premier roman (chronologiquement) de la saga asiatique de l'auteur. Commençant en 1600 au Japon féodal, quelques mois avant la bataille de Sekigahara, le sujet de l'histoire est l'ascension du daimyo « Toranaga » (basé sur le vrai Ieyasu Tokugawa) du Shogunat, vu à travers les yeux d'un marin anglais dont le personnage s'inspire de William Adams.

## Résumé
John Blackthorne (en), un marin anglais pilotant le navire marchand néerlandais Erasmus, échoue sur la côte du Japon. Lui et quelques survivants hollandais de son équipage sont capturés par le samouraï local, Omi Kasigi, et enfermés dans un puits pendant plusieurs jours, jusqu'à ce que, aux yeux de leurs ravisseurs, ils commencent à agir en « hommes civilisés, » c'est-à-dire, quand ils cessent de se plaindre, d'exiger leur liberté, de crier. Le daimyo et oncle de Omi, Yabu Kasigi, arrive et exécute un marin choisi au hasard en le faisant bouillir vivant. Sur les suggestions d'Omi, Yabu prévoit de s'emparer des armes et de l'argent récupérés sur le bateau de Blackthorne afin d'augmenter son propre pouvoir, mais il est trahi par un samouraï qui a informé Toranaga, un puissant chef de guerre féodal, suzerain de Yabu, de l'arrivée du bateau ; ainsi, Yabu est obligé de lui livrer Blackthorne, le bateau, et sa cargaison.
Blackthorne est surnommé Anjin (« pilote ») par les Japonais parce qu'ils ne peuvent pas prononcer son nom. Blackthorne insiste pour qu'Omi-san applique le suffixe honorifique - san comme s'il était un samouraï digne du respect, et ainsi, Blackthorne est dorénavant appelé Anjin-san (dans l'histoire réelle, William Adams était appelé Anjin-Sama, un grand honneur).
Blackthorne est interrogé par Toranaga, assisté d'un prêtre jésuite traducteur. Blackthorne, en tant qu'Anglais et protestant, essaye de retourner Toranaga contre les jésuites. De cette manière, il indique à un Toranaga étonné que la foi chrétienne est divisée et que d'autres pays européens prévoient d'atteindre les eaux asiatiques parce que l'armada espagnole a été défaite. L'interrogatoire finit quand le rival principal de Toranaga, Ishido, entre, curieux au sujet du « barbare » Blackthorne. Toranaga jette Blackthorne en prison pour piraterie afin de le garder loin d'Ishido. En prison, Blackthorne rencontre un moine franciscain qui lui révèle plus de détails sur les conquêtes des jésuites et le commerce des « navires noirs ». Le Japon a besoin de la soie de Chine, mais ne peut pas faire affaire directement avec les Chinois. Les Portugais agissent en tant qu'intermédiaires, embarquant les marchandises dans leur Navire Noir pour leur plus grand bénéfice.
Avec l'aide du prêtre, Blackthorne commence à apprendre les bases du japonais. Après quatre jours de captivité, Blackthorne est sorti de prison par les hommes d'Ishido, mais Toranaga intervient, et « capture » Blackthorne, faisant perdre la face à son rival. Lors d'une nouvelle entrevue, Toranaga a un traducteur différent, Madame Mariko, une convertie au christianisme qui est déchirée entre sa nouvelle foi, sa fidélité d'épouse de samouraï et sa loyauté à Toranaga.
Les négociations du Conseil des régents se passent mal et le régent Toranaga est menacé de seppuku. Pour y échapper, il doit s'enfuir discrètement du château d'Osaka, ce qu'il fait en prenant la place de son épouse dans une civière, et part avec d'autres voyageurs, abandonnant le château. Blackthorne repère par hasard l'échange et, quand Ishido apparaît à la porte du château et découvre presque Toranaga, Blackthorne le sauve en créant une diversion. De cette façon, il gagne progressivement sa confiance et entre au service de Toranaga, un puissant chef de guerre féodal qui règne sur la plaine du « Kwanto » (la région réelle de Kantō), l'emplacement d'Edo et aujourd'hui de Tokyo.
Malgré des débuts difficiles, Blackthorne progresse lentement en japonais et commence à comprendre le peuple japonais et sa culture, apprenant par la suite à le respecter profondément. Les Japonais sont eux divisés au sujet de la présence de Blackthorne : il est un étranger, un chef d'une "cohue honteusement dégoûtante" et grossière (son équipage) ; mais il est également un marin et un navigateur formidable. C'est pourquoi il est à la fois méprisé et respecté pour sa connaissance de la navigation. Un tournant dans cette perception est la tentative de Blackthorne de se faire seppuku pour réparer une insulte. Il démontre sa volonté de se suicider avec honneur, ce qui impressionne les Japonais, mais est arrêté car il est bien plus utile vivant que mort. Les Japonais commencent à ressentir du respect pour le « barbare », et il lui est par la suite accordé le statut de samouraï et de hatamoto. Comme ils passent beaucoup de temps ensemble, Blackthorne en vient à admirer profondément Mariko.
Blackthorne est déchiré entre son affection croissante pour Mariko (qui est mariée à un samouraï puissant et dangereux, Buntaro), sa fidélité croissante à Toranaga, et son désir de retourner en mer à bord de l'Erasmus pour s'emparer du Navire Noir. Par la suite, il rend visite aux survivants de son équipage original, et est ainsi étonné de voir à quel point il s'est éloigné du mode de vie européen standard (qu'il perçoit désormais comme "dégoûtant, sale et ignorant"). Le plan de Blackthorne d'attaquer le Navire Noir est compromis par son respect et amitié pour le pilote portugais de ce navire, Rodrigues.
Parallèlement à cette histoire, le roman détaille également la lutte de pouvoir intense entre Toranaga et Ishido, et les manœuvres politiques de l'église catholique romaine, en particulier des jésuites. Il y a également conflit entre les daimyos chrétiens (qui sont motivés en partie par un désir de préserver et d'augmenter l'influence de leur église) et les daimyos qui s'opposent aux chrétiens en faveur du Shinto indigène, du Bouddhisme, et d'autres religions.
Ishido retient en otages de nombreux membres de la famille d'autres daimyos  à Osaka, les qualifiant d'invités. Tant qu'il a ces otages, les autres daimyos, y compris Toranaga, n'osent pas l'attaquer. Ishido espère attirer ou forcer Toranaga dans le château quand tous les régents sont présents, afin d'obtenir un ordre forçant Toranaga à se suicider. Pour libérer Toranaga de cette situation, Mariko va au-devant de ce qui sera sa mort probable au château d'Osaka pour faire face à Ishido et obtenir la libération des otages. Dans le long voyage vers Osaka, Blackthorne et Mariko deviennent amoureux.
Au château, Mariko (à la demande de Toranaga) défie Ishido et le force, soit à perdre son honneur en admettant retenir les familles des samouraïs en otages, soit à les laisser partir. Quand Mariko essaye de quitter le château, une bataille s'engage entre les samouraïs d'Ishido et son escorte jusqu'à ce qu'elle soit forcée de rester. Cependant, elle déclare, puisqu'elle ne peut pas désobéir à un ordre de son seigneur, Toranaga, qu'elle est déshonorée et décide de se suicider. Quand elle est sur le point de le faire, Ishido lui donne l'ordre sur papier de quitter le château le jour suivant. De nuit, un groupe de ninjas d'Ishido se glisse dans la section du château de Toranaga pour enlever Mariko, avec l'aide du vassal de Toranaga, Yabu. Cependant, elle, Blackthorne (qui l'a accompagnée mais n'était pas au courant de la mission de Mariko) et les autres femmes de Toranaga s’enferment dans une pièce verrouillée. Comme les ninjas veulent faire exploser la porte, Mariko se tient contre et déclare que c'est une façon de mourir honorable, et elle implique Ishido « dans cet acte honteux. »
Mariko est tuée et Blackthorne blessé, mais Ishido est forcé de laisser Blackthorne et toutes les autres dames quitter le château, réduisant sérieusement son influence. Blackthorne découvre que son bateau a été brûlé, ruinant ses possibilités d'attaquer le Navire noir, de devenir riche, et de rentrer en Angleterre. Cependant, Mariko lui a laissé de l'argent et Toranaga offre des hommes pour construire un nouveau bateau. Toranaga ordonne à Yabu de se suicider pour sa trahison.
Un motif récurrent dans le livre est l'attirance de Toranaga pour la fauconnerie. Il compare ses divers oiseaux à ses vassaux, les jetant sur des cibles, leur donnant des morceaux pour les ramener à son poing, et les encagouler.
La dernière scène montre Toranaga laissant son précieux pèlerin voler librement pendant qu'il commence son monologue intérieur : il avait ordonné lui-même de brûler le bateau de Blackthorne afin de calmer les daimyos chrétiens, sauver Blackthorne d'eux, et obtenir leur soutien contre Ishido ; il encourage alors Blackthorne à en construire un autre. C'est le karma de Blackthorne de ne jamais quitter le Japon, le karma de Mariko est de mourir pour son seigneur, et son propre karma, son vrai but, est de devenir shogun, le daimyo régnant remplaçant l'héritier du Taiko. Dans le bref épilogue après la bataille finale de Sekigahara, Ishido est capturé vivant, et Toranaga l'enterre jusqu'au cou dans le village des Intouchables. Dans l'accomplissement d'une prophétie vue plus tôt dans le livre (où Ishido mourrait vieil homme avec ses pieds fermement posés, l'homme le plus célèbre du monde), des passants se voient offrir la possibilité de « scier le cou le plus fameux du royaume avec une scie en bambou », Ishido tient pendant trois jours et meurt.
Le livre est divisé en six parties, la troisième section étant la plus longue. Il contient des histoires et des contre-histoires complexes et conjugue le drame historique (teinté de romance, de sexe, de courage, et de devoir) avec le drame politique.

## Repères historiques
Comme dans d'autres romans de Clavell, l'intrigue et beaucoup de personnages sont basés sur des événements réels, qui ont constitué la base du roman. Les personnages principaux dans Shogun sont basés sur des personnages historiques :
- Goroda : Nobunaga Oda
- Nakamura : Hideyoshi Toyotomi
- Toranaga : Ieyasu Tokugawa
- Suga : Hidetada Tokugawa
- Blackthorne : William Adams
- Ochiba : Yodo-Dono
- Genjiko : Oeyo
- Yaemon : Hideyori Toyotomi
- Ishido : Mitsunari Ishida
- Mariko : Gracia Hosokawa
- Martin Alvito : João Rodrigues
- Akechi Jinsai : Mitsuhide Akechi
- Johann Vinck : Jan Joosten van Lodensteijn
- Swordsmith Murasama : Muramasa Sengo
- Yodoko : Nene
- Paulus Spillbergen : Jacob Quaeckernaeck (en)
- Buntaro : Tadaoki Hosokawa
- Hiromatsu: Hosokawa Fujitaka
- Onoshi : Yoshitsugu Otani
- Kiyama : Kobayakawa Hideaki

Le nom du bateau, Erasmus, est probablement repris du nom original du bateau De Liefde, le bateau hollandais piloté par William Adams qui a fait le débarquement sur la côte du Japon en 1600.
Le livre contient plusieurs anachronismes. Le cri de charge « Banzai » a commencé à être employé après la fin de la période féodale, par les militaires japonais impériaux, dans la référence à l'empereur du Japon. De plus, dès le début du livre on dit qu'un personnage pratique le judo, qui a été développé comme sport seulement après la fin de l'ère féodale. Cependant, les arts martiaux japonais ont été désignés « manières douces » (柔道, jūdō) dès 1724, mais pas comme référence spécifique à un modèle ou à un sport, presque pendant deux siècles avant que Jigorō Kanō ne fonde l'art moderne du judo). Il n'est pas clair si ceci est mentionné ou si l'auteur était ignorant de l'histoire. Un autre anachronisme est que l’armée japonaise avait inclus des mousquets dans ses rangs depuis au moins 1575 à la bataille de Nagashino plutôt qu'après avoir été introduit par Adams.
Ieyasu Tokugawa n'a pas ordonné l'expulsion des commerçants européens. Il a plutôt limité le commerce avec les Européens à Nagasaki. L'expulsion des missionnaires chrétiens a été voulue par Hideyoshi, qui n'était pas shogun. Ieyasu Tokugawa a ordonné que les dépenses des commerçants soient écrites afin d'en garder trace.
Dans d'autres romans de James Clavell, on indique que, comme dans la vraie histoire, Toranaga a par la suite assiégé Ochiba et Yaemon dans leur château, les incitant à se suicider.
L'Erasmus est dit orienté par une roue ; en fait la roue du bateau a été inventée presque un siècle plus tard, la méthode de direction à ce moment-là étant une barre.
Dans le roman, Vinck devient fou et meurt quand il se rend compte que comme Blackthorne il est emprisonné pour toujours au Japon ; Van Lodensteijn s'est adapté réellement à la vie au Japon et meurt noyé en 1623. De même, dans le roman, le capitaine du bateau Erasmus meurt peu après l'arrivée au Japon ; en fait Jacob Quaeckernaeck a survécu ; en outre dans le roman, l'équipage de Blackthorne n'a jamais été autorisé à quitter le Japon ; en fait on a permis à Quaeckernaeck et Melchior van Santvoort (en) de quitter le Japon en 1604 (Van Santvoort et un autre des compagnons de bord d'Adams habitaient à Nagasaki en 1629). Dans le livre, le bateau de Blackthorne est brûlé secrètement sur les ordres de Toranaga, alors qu'un second construit par Blackthorne est plus tard encore brûlé sur les ordres de Toranaga. En fait, le Der Liefe n'a pas été brûlé, mais a coulé en mer en 1607 ; Adams a construit deux bateaux pour les Tokugawa - dont le navire de guerre japonais San Buena Ventura - qui ont été employés par Tokugawa pour attaquer les marins espagnols qui partaient du Japon. De même, voyez la section « Gracia Hosokawa dans la culture populaire » pour les différences entre la « Mariko » du roman et la vraie Gracia Hosokawa. Dans le roman Izu est l'endroit où Blackthorne est prisonnier du clan Kasigi ; en fait la province d'Izu était déjà sous le contrôle de Ieyasu Tokugawa depuis 1590.

## Adaptations
Le roman a été adapté en mini-série de télévision, en comédie musicale de Broadway, et en plusieurs jeux d'ordinateur.
La série télévisée Shogun a été diffusée en 1980 en dix épisodes de 55 minutes. Le premier rôle fut tenu par Richard Chamberlain, avec aussi Toshirō Mifune, Yoko Shimada, et John Rhys-Davies. Il a été également édité en film de deux heures, et en 5 DVD en 2003.
Il y a eu trois jeux d'ordinateur basés sur le roman Shogun. Deux jeux d'aventure avec des graphiques clairsemés ont été produits pour l'Amiga et le PC, et commercialisés en James Clavell's Shōgun, par Infocom, et Shōgun (Mastertronic). Un jeu d'aventure de Virgin Entertainment, Shōgun, a été également produit pour le Commodore 64 par « Lee & Mathias » en 1986. Aucun de ces jeux ne demeure disponible neuf.
Une autre série télévisée éponyme est diffusée depuis le 27 février 2024 sur FX et la plateforme de streaming Hulu, créée par Rachel Kondo et Justin Marks, en 10 épisodes de 60 minutes environ. Les rôles principaux sont tenus par Cosmo Jarvis, Hiroyuki Sanada et Anna Sawai.

## Crédits
- (en) Cet article est partiellement ou en totalité issu de l’article de Wikipédia en anglais intitulé « Shōgun (novel) » (voir la liste des auteurs).